# Corrado Fabi

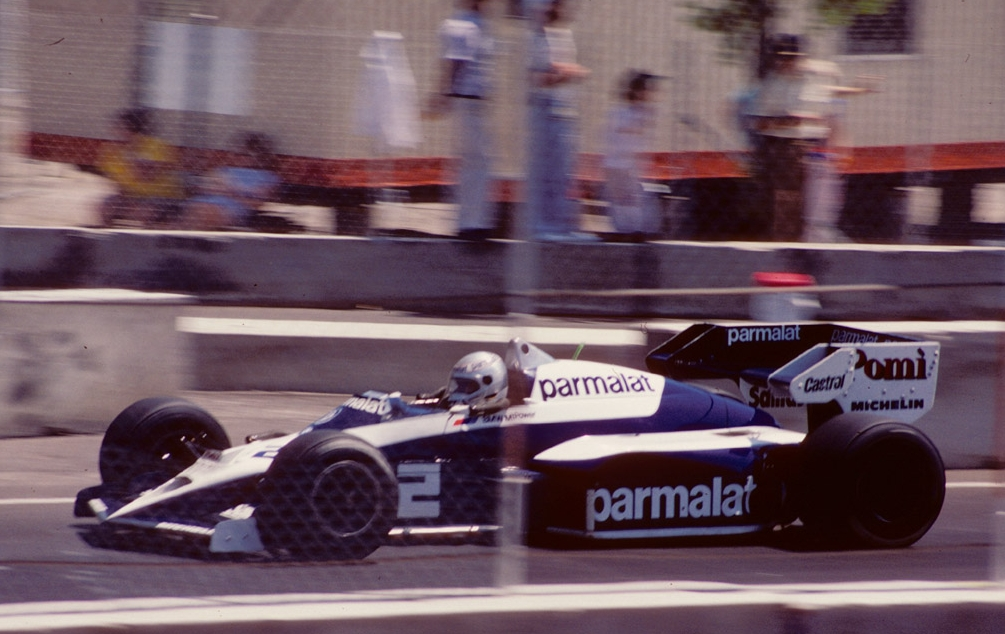
Corrado Fabi i Dallas Grand Prix 1984. Han gick i mål som sjua, vilket blev karriärens bästa placering.

Corrado Fabi, född 12 april 1961 i Milano, är en italiensk racerförare. Han är yngre bror till racerföraren Teo Fabi. 

## Racingkarriär
Corrado Fabi tävlade i Formel 1 i mitten av 1980-talet i Osella och Brabham.
Fabi började tävla i karting vid tolv års ålder och blev fabriksförare för Birel när han var fjorton. Så fort han fyllt arton år gick han till formel 3, där han fick köra den March 783 som hans äldre bror tidigare tävlat med. Fabi lyckades väl i det italienska F3-mästerskapet och erbjöds 1980 att tävla för Euroracing i det europeiska F3-mästerskapet i en March-Alfa Romeo 803 och bli stallkamrat med Michele Alboreto. Fabi slutade trea i det europeiska mästerskapet 1980 efter ha vunnit loppen på Autodromo Internazionale del Mugello och Ring Knutstorp.
Säsongen efter gick han vidare till Formel 2-EM där han tävlade för March F2 och blev europamästare i 1982.
Redan 1981 hade Fabi testkört en Brabham-BMW på Paul Ricard och 1983 gjorde han det igen men han skrev Formel 1-kontrakt med Osella. Detta visade sig dock vara ett misstag, bilen höll inte måttet och han kom bara i mål i ett av de 15 loppen säsongen 1983. 
Säsongen 1984 fick Fabi köra tre lopp som andreförare i Brabham-BMW, då han ersatte sin bror Teo som också tävlade i CART. Hans bästa resultat blev en sjunde plats i Dallas 1984, vilket också var hans sista F1-lopp. 
År 1987 försökte sig Fabi på formel 3000 men utan framgång, han blev skadad på Donington Park och kvalade inte in på Enna-Pergusa. Fabi avslutade sin racingkarriär i Indycar, där han körde ett antal lopp för Forsythe Racing.

## F1-karriär
| Säsong | Stall/Tillverkare             | Poäng | Placering |
| ------ | ----------------------------- | ----- | --------- |
| 1983   | Osella-Ford Osella-Alfa Romeo | 0     | –         |
| 1984   | Brabham-BMW                   | 0     | –         |